# Aral Şimşir
Doğuhan Aral Şimşir (Køge, 19 giugno 2002) è un calciatore danese naturalizzato turco, attaccante del Midtjylland.

## Biografia
Şimşir è nato in Danimarca da una famiglia turca, proveniente da Sivas, regione dell'Anatolia Centrale, il cui numero di targa è 58: per questo motivo, lo indossa come numero di maglia.

## Carriera

### Club
A livello giovanile, Şimşir ha giocato per l'HB Køge, per poi entrare a far parte delle giovanili del Midtjylland. Ha esordito in Superligaen in data 1º giugno 2020, subentrando ad Anders Dreyer nella sconfitta interna per 0-1 subita contro l'Horsens. Il 22 settembre 2021 ha realizzato la prima rete nel calcio professionistico, nella vittoria per 0-5 arrivata sul campo del Kjellerup, nel terzo turno della Coppa di Danimarca.
Il 7 marzo 2022, Şimşir è passato ai norvegesi del Jerv con la formula del prestito. Ha debuttato in Eliteserien il successivo 3 aprile, sostituendo Willis Furtado nella vittoria per 1-0 sullo Strømsgodset. Il 18 aprile ha siglato la prima rete, sancendo il successo per 1-0 sul Kristiansund BK.
Il 28 agosto 2022, il prestito di Şimşir è stato interrotto, col Midtjylland che ha richiamato il calciatore alla base. Nella stessa giornata, però, il calciatore è stato ceduto al Lillestrøm con la stessa formula. Il 4 settembre ha quindi giocato la prima partita con la nuova maglia, sostituendo Ylldren Ibrahimaj nella sconfitta per 3-1 arrivata in casa del Vålerenga. Al termine del prestito, ha fatto ritorno al Midtjylland.
Il 16 febbraio 2023 ha esordito nelle competizioni UEFA per club, subentrando a Gustav Isaksen nel pareggio per 1-1 arrivato in casa dello Sporting Lisbona, sfida valida per l'Europa League. Il 12 marzo successivo ha trovato invece la prima rete nella massima divisione danese, nella sconfitta interna per 1-3 arrivata contro il Lyngby.
Il 29 giugno 2023 ha prolungato il contratto che lo legava al club fino al 30 giugno 2028.

### Nazionale
Şimşir ha rappresentato la Danimarca a livello Under-16, Under-17, Under-18 e Under-19. Ha scelto poi di giocare per la Turchia, debuttando in Under-21 in data 10 giugno 2022: è stato schierato titolare nel pareggio per 0-0 contro il Kazakistan.

## Statistiche

### Presenze e reti nei club
Statistiche aggiornate al 27 agosto 2023.
| Stagione           | Club               | Campionato         | Campionato | Campionato | Coppe nazionali | Coppe nazionali | Coppe nazionali | Coppe continentali | Coppe continentali | Coppe continentali | Supercoppe | Supercoppe | Supercoppe | Totale | Totale |
| Stagione           | Club               | Comp               | Pres       | Reti       | Comp            | Pres            | Reti            | Comp               | Pres               | Reti               | Comp       | Pres       | Reti       | Pres   | Reti   |
| ------------------ | ------------------ | ------------------ | ---------- | ---------- | --------------- | --------------- | --------------- | ------------------ | ------------------ | ------------------ | ---------- | ---------- | ---------- | ------ | ------ |
| 2019-2020          | Midtjylland        | SL                 | 3          | 0          | CD              | 0               | 0               | -                  | -                  | -                  | -          | -          | -          | 3      | 0      |
| 2020-2021          | Midtjylland        | SL                 | 0          | 0          | CD              | 1               | 0               | -                  | -                  | -                  | -          | -          | -          | 1      | 0      |
| 2021-mar. 2022     | Midtjylland        | SL                 | 1          | 0          | CD              | 1               | 1               | -                  | -                  | -                  | -          | -          | -          | 2      | 1      |
| mar.-ago. 2022     | Jerv               | ES                 | 20         | 3          | CN              | 3               | 0               | -                  | -                  | -                  | -          | -          | -          | 23     | 3      |
| ago.-dic. 2022     | Lillestrøm         | ES                 | 6          | 0          | CN              | 0               | 0               | -                  | -                  | -                  | -          | -          | -          | 6      | 0      |
| gen.-giu. 2023     | Midtjylland        | SL                 | 16         | 3          | CD              | -               | -               | UEL                | 1                  | 0                  | -          | -          | -          | 17     | 3      |
| 2023-2024          | Midtjylland        | SL                 | 5          | 2          | CD              | 0               | 0               | UECL               | 5                  | 0                  | -          | -          | -          | 10     | 2      |
| Totale Midtjylland | Totale Midtjylland | Totale Midtjylland | 25         | 5          |                 | 2               | 1               |                    | 6                  | 0                  |            | -          | -          | 33     | 6      |
| Totale             | Totale             | Totale             | 51         | 8          |                 | 5               | 1               |                    | 6                  | 0                  |            | -          | -          | 62     | 9      |

## Palmarès

### Club

#### Competizioni nazionali
- Campionato danese: 2

Midtjylland: 2019-2020, 2023-2024

### Individuale
- Capocannoniere della UEFA Youth League: 1

2021-2022 (7 reti)